# Xeroderma pigmentosum
Xeroderma pigmentosum is een erfelijke aandoening, die veroorzaakt wordt door een mutatie in het gen dat codeert voor het eiwit nucleotide excision repair (NER). Mensen met Xeroderma pigmentosum kunnen DNA-schade als gevolg van UV-licht niet herstellen en lopen zo een grote kans op basaalcelcarcinomen en andere huidaandoeningen op jonge leeftijd. Afhankelijk van de ernst dient zonlicht totaal vermeden te worden. Er zijn van dit syndroom acht te onderscheiden typen.
Een van de indicaties dat men aan XP lijdt is dat men zeer snel verbrandt en dat de genezing van een zonnebrand meerdere weken kan duren. Dit is echter ook weer afhankelijk van het type XP waar men aan lijdt. Bij sommige vormen wordt XP pas herkend wanneer de huid verandert. Deze symptomen worden veroorzaakt door een overgevoeligheid voor ultraviolette straling.